# You Know What I Need
You Know What I Need è un singolo del trio musicale australiano Pnau in collaborazione con il cantante australiano Troye Sivan, pubblicato il 2 dicembre 2022.

## Descrizione
Nel ritornello Troye Sivan canta in falsetto.

## Video musicale
Il video è stato pubblicato il 2 dicembre 2022 in contemporanea con l'uscita del singolo.

## Tracce
1. You Know What I Need – 2:50